# Bâtiment situé 47 rue Branka Krsmanovića à Paraćin
Le bâtiment situé 47 rue Branka Krsmanovića à Paraćin (en serbe cyrillique : Зграда у Ул. Бранка Крсмановића 47 у Параћину ; en serbe latin : Zgrada u Ul. Branka Krsmanovića 47 u Paraćinu) se trouve à Paraćin, dans le district de Pomoravlje, en Serbie. Il est inscrit sur la liste des monuments culturels protégés de la république de Serbie (identifiant no SK 739).

## Présentation

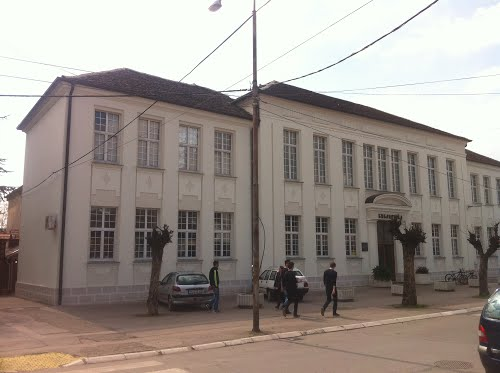
Vue du bâtiment après les travaux.

Le bâtiment, construit dans les années 1880, a été conçu pour abriter une école élémentaire ; il abrite aujourd'hui la bibliothèque municipale Vićentije Rakić,.
Construit sur un plan rectangulaire, il est constitué d'un rez-de-chaussée et d'un étage et est caractéristique des établissements scolaires conçus sur le modèle d'un « atrium fermé » ; l'école de la rue Branka Krsmanovića possède en fait deux atriums de ce genre. La façade donnant sur la rue Krsmanovića est traitée de manière symétrique et s'organise autour une avancée centrale dotée d'un portail ornemental. En dehors de ce portail, la façade est décorée de manière très simple, avec des linteaux sous les fenêtres et une corniche sous le toit.

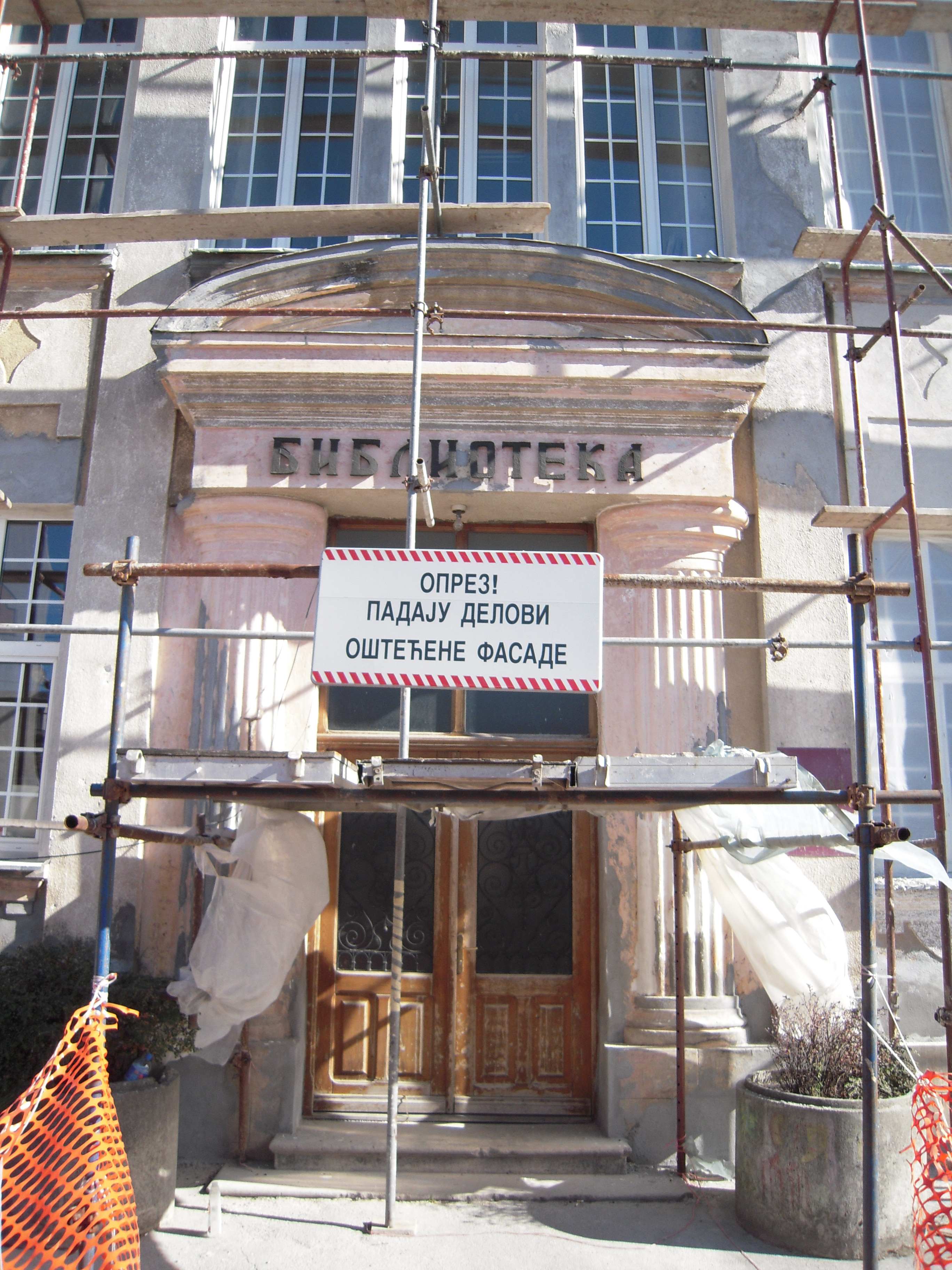
Détail du portail.